# Unité urbaine de Pons
L'unité urbaine de Pons est une unité urbaine française constituée par la commune de Pons, petite ville historique arrosée par la Seugne, située dans la partie méridionale de la Charente-Maritime.

## Données générales
En 2010, l'INSEE a procédé à une redéfinition des zonages des unités urbaines de la France; celle de Pons est demeurée inchangée et forme donc une ville isolée selon la nomenclature de l'Insee qui lui a donné le code 17116. 
En 2007, avec 4 442 habitants, elle constitue la 16e unité urbaine de Charente-Maritime et appartient à la catégorie des unités urbaines de 2 000 à 4 999 habitants.
Sa densité de population qui s'élève à 161 hab/km2 en 2007, ce qui en fait une unité urbaine environ deux fois plus densément peuplée que la Charente-Maritime qui est de 88 hab/km2.

## Délimitation de l'unité urbaine de 2010
Unité urbaine de Pons dans la délimitation de 2010 et population municipale de 2007
| Commune urbaine | Superficie | Population | Densité de population | Statut       |
| --------------- | ---------- | ---------- | --------------------- | ------------ |
| Pons            | 27,63 km2  | 4 442 hab. | 161 hab/km2           | Ville isolée |

## Sources et références
1. ↑  Composition de l'unité urbaine de Pons en 2010 - Source : Insee